# Onze-Lieve-Vrouw guimauves
Onze-Lieve-Vrouw guimauves, ook wel Mariabeeldjes, onzelievevrouwkes of guimauvekes, zijn snoepjes in de vorm van Maria, speciaal populair in de sinterklaasperiode. Het is een soort spek dat gemaakt wordt in vier (artificiële) smaken: framboos, citroen, sinaasappel en vanille. Soms worden ze overtrokken met chocolade. Guimauves worden geproduceerd door Etna Sweets in Anderlecht en zijn verkrijgbaar in België, Nederland en Frankrijk. Het bedrijf is in 1938 overgenomen door Willem Denon, die de Maria-vormpjes begin jaren '60 introduceerde. In de sinterklaasperiode van 2022 werden er in de fabriek 700.000 Mariasnoepjes per dag geproduceerd.

## Voetnoten
1. ↑  Ze zijn oer-Belgisch, 60 jaar oud, razend populair en doen dat zonder één cent reclame, De Standaard, 6 december 2022
2. ↑  Bedrijf, etnasweets.be (bezocht 6 december 2022)